# Getxo
Getxo (spanyolul Guecho, baszkul Getxo) város Észak-Spanyolországban, Baszkföldön, a Vizcayai-öböl partján.

## Nevezetes szülöttei
- Emilio Alonso Larrazábal (1912–†), focista
- José María Zárraga (1930–2012), focista és edző
- Pedro Morenés (* 1948), politikus
- Iñigo Landaluze (* 1977), sportoló

## Fordítás
Ez a szócikk részben vagy egészben  a   Getxo című angol Wikipédia-szócikk fordításán alapul.  Az eredeti cikk szerkesztőit annak laptörténete sorolja fel. Ez a jelzés csupán a megfogalmazás eredetét és a szerzői jogokat jelzi, nem szolgál a cikkben szereplő információk forrásmegjelöléseként.